# Twins (Knock Out)
"Twins (Knock Out)" é o single de estréia da boy band sul-coreana Super Junior, lançado dia 8 de novembro de 2005, no formato digital, e futuramente no primeiro álbum de estúdio do grupo, SuperJunior05 (Twins), dia 5 de dezembro de 2005.
Antes do lançamento do single, o grupo estreou no programa Inkigayo dia 6 de novembro de 2005, performando a canção-título.

## História e musicalidade
"Twins (Knock Out)" é um cover da canção "Knockout" da boy band britânica Triple Eight, lançada em 2003. Assim como a canção original, a versão mantém a influência do hip-hop, porém com uma incorporação de elementos do rap rock. O sufuxo "Twins" foi adicionado ao título da canção devido a mudança da letra da canção original. Escrita por Yoo Young-jin, a letra fala sobre a confusão de sentimentos relacionados ao amor.
As faixas restantes do single digital fogem do gênero rap rock, como "Way for love", uma canção do gênero bubblegum pop e "Over" e "L.O.V.E", típicas faixas pop misturado com R&B.
No dia 5 de dezembro de 2005, o single foi lançado oficialmente como parte do álbum SuperJunior05 (Twins), álbum estréia do grupo.

## Vídeo musical
Filmado em um estúdio de dança, o vídeo musical é simples apresentando apenas a coreografia e destaque dos integrantes, tanto individualmente quanto em grupo, caminhando entre o "fogo".
Similar a melodia, a coreografia é composta de movimentos rápidos, similares ao de um robô. Alguns movimentos típicos do hip-hop, tais como popping e locking, são constantemente usados. Diferente de algumas coreografias do grupo, movimentos suaves, não são utilizados.

## Lista de faixas
| N.º            | Título                                               | Letras         | Música                                                                          | Duração |  |
| 1.             | "Carefully (Way for Love)" (차근차근 (Way for Love)) | Lee Yoon-jae   | Lee Yoon-jae                                                                    | 3:17    |  |
| 2.             | "Twins (Knock Out)"                                  | Yoo Young-jin  | Per Astrom, Anders Bagge, Reed Verteleney, Wayne Hector, Michael Berg Andersson | 3:20    |  |
| 3.             | "You are the one"                                    | Kenzie         | Kathy Cantaluppi                                                                | 3:52    |  |
| 4.             | "Over"                                               | Kim Young-hu   | Kim Young-hu                                                                    | 3:16    |  |
| 5.             | "L.O.V.E."                                           | Shin Ji-won    | Thoresen, Jens                                                                  | 3:36    |  |
| 6.             | "Twins (Knock Out)" (Instrumental)                   |                | Per Astrom, Anders Bagge, Reed Verteleney, Wayne Hector, Michael Berg Andersson | 3:21    |  |
| Duração total: | Duração total:                                       | Duração total: | Duração total:                                                                  | 20:42   |  |

## Créditos
- Super Junior – Vocais principais e de fundo
- Yoo Young-jin – Letra